# Externalismo semântico
Externalismo semântico é o nome que se costuma dar à teoria do filósofo Hilary Putnam acerca do significado de termos que designam espécies naturais. Segundo Putnam, não podemos aceitar ao mesmo tempo que (1) conhecer o significado de um termo é estar em determinado estado psicológico e (2) que o significado de um termo determina sua extensão. Para resolver esse conflito Putnam abandona a primeira tese. Logo, segundo Putnam conhecer o significado de um termo não é estar em determinado estado psicológico.
Putnam chega a esse resultado através do experimento mental da Terra Gêmea. Nesse experimento se apresenta dois sujeitos cujos estados físicos internos são indistinguíveis, embora usem uma mesma palavra com significados distintos. Parece que essa possibilidade somente pode ser explicada por meio do externalismo semântico: O estado psicológico do sujeito, considerado isoladamente do ambiente, não determina o significado dos termos que ele utiliza. O que o faz é a relação do sujeito com o ambiente que se efetiva no uso da linguagem.